# WCT Challenge Cup 1978
Il WCT Challenge Cup 1978 è stato un torneo di tennis giocato sul sintetico indoor. È stata la 3ª edizione del WCT Challenge Cup. Il torneo si è giocato a Montego Bay in Giamaica, dall'11 al 17 dicembre 1978.

## Campioni

### Singolare maschile
Ilie Năstase ha battuto in finale  Peter Fleming con il punteggio di 2–6, 5–6, 6–2, 6–4, 6–4